# بطرس الأول (بابا الإسكندرية)
البابا بطرس الأول (بطرس خاتم الشهداء) بابا الإسكندرية بطريرك الكنيسة القبطية الأرثوذكسية السابع عشر (300 - 311). قديسٌ في كلٍ من الكنائس الأرثوذكسية الشرقية والمشرقية والكاثوليكية.
كان أبواه تقيان يخافان الله ولكنهما لم يرزقا ولداً. فتشفعت أمه صوفيا زوجة الكاهن الإسكندري ثيؤدوسيوس، بالقديس بطرس الرسول في الخامس من شهر أبيب (عيد استشهاد القديسين بطرس وبولس) وفي تلك الليلة ظهر لها بطرس وبولس وأعلماها أن الرب قد قبل صلاتها وسوف يعطيها ولداً تسميه بطرس، وأمرها أن تمضي إلى البطريرك ليباركها ولما استيقظت أخبرت زوجها وذهبت للبابا فصلى وباركها. وبعد فترةٍ رُزقت بهذا القديس وفي كمال سبع سنين سلموه للبابا ثاؤنا كصموئيل في العهد القديم فصار له كابن خاص وألحقه بالمدرسة اللاهوتية فتعلم وبرع في الوعظ، ثم كرسه البابا شماساً فقساً.
على سرير موته وأوصى البابا ثاؤنا زعماء الكنيسة أن يكون الأب بطرس خلفاً له على الكرسى المرقسى وهو ما فعلوه. فجلس على الكرسي المرقسي في أول أمشير 18 للشهداء - 25 يناير 302 للميلاد، ودام عهده تسع سنوات وعشرة أشهر.

## الانقسام الميلاتي
بدأ البابا بطرس خدمته كبطريرك وسط عاصفة الاضطهاد العنيفة التي أثارها الإمبراطور دقلديانوس وشريكه مكسيميانوس. لكن ما أرهق البابا بحق هو الانقسام الداخلي الذي خلقه مليتيس أسقف أسيوط. يبدو أن هذا الأسقف بخر للأوثان، ولما أراد البابا تأديبه رفض، فعقد البابا مجمعًا بالإسكندرية وجرده، أما مليتوس فأخذ موقف العنف إذ صنع انشقاقًا وضم إليه بعض الأساقفة، بل وعند سجن البابا ذهب إلى الإسكندرية وصار يرسم كهنة بالإسكندرية. هذا ما ذكره القديس أثناسيوس، أما القديس إبيفانيوس فيقول أن مليتوس أخذ موقف العنف من المرتدين بسبب اضطهاد الراجعين، رافضًا توبتهم خاصة الكهنة، أما البابا فأراد أن يبقى الباب مفتوحًا لكل نفسٍ راجعة، مكتفيًا بتقديم التأديب. وقد سُجن البابا بطرس ومليتوس، وبسبب الخلاف وضعا ستارة بينهما داخل السجن حتى لا ينظر بعضهما البعض، فقد فضل البابا أن يخسر الأسقف ومن معه عن أن يفقد الراجعين إلى الله بالتوبة رجاءهم. عُرضت قضية هذا الانشقاق الميلاتي في المجمع المسكوني بنيقية عام 325م، إذ بلغ عدد التابعين لمليتوس 28 أسقفًا، وقد تساهل المجمع معه، إذ قبله كأسقفٍ شرعيٍ في حدود أبرشيته على ألا يسيم أساقفة أو كهنة فيما بعد، أما الذين سبق فسامهم من الكهنة فيُعاد تثبيتهم من جديد ويعملوا تحت سلطان أسقف الإسكندرية. وفي حالة احتياج أسقفية ما إلى أسقف تعاد سيامة أحد الأساقفة الذين سامهم مليتوس، كما أمر المجمع ألا يُسام أسقف في المستقبل دون حضور ثلاثة أساقفة على الأقل واشتراكهم في السيامة.
وفي أيام هذا البابا ظهر آريوس المخالف، فنصحه القديس فلم يقبل فحرمه ومنعه من شركة الكنيسة.

## الاستشهاد
استدعى البابا تلميذيه الكاهنين أرشلاوس وألكسندروس وأخبرهما أن الأول سيعتلي الكرسي من بعده، يخلفه الثاني، فقبض عليه رسل الملك مكسيميانوس الوثني وقطعوا رأسه بحد السيف بعد أن صلى قائلاً: «ليكن بدمي انقضاء عبادة الأوثان، وختام سفك دماء المسيحيين»، وكان ذلك يوم 29 هاتور 28 للشهداء الموافق 25 نوفمبر 311 للميلاد. وقد سمعت عذراء قديسة كانت بالقرب من المكان صوتاً من السماء ويقول: آمين. وبهذا صارت الكنيسة القبطية تعيد بنياحته في التاريخ المذكور.